# پلسکت (دهانه)
پلسکت یک دهانه برخوردی در ماه‌ است.

## دهانه‌های اقماری
این دهانه ۴ دهانه اقماری دارد.
| Plaskett | عرض جغرافیایی | طول جغرافیایی | قطر          |
| -------- | ------------- | ------------- | ------------ |
| H        | ۸۰.۲° N       | ۱۶۵.۱° W      | ۲۰.۰ کیلومتر |
| S        | ۸۱.۶° N       | ۱۴۸.۷° E      | ۱۷.۰ کیلومتر |
| U        | ۸۳.۰° N       | ۱۶۰.۲° E      | ۱۴.۰ کیلومتر |
| V        | ۸۲.۵° N       | ۱۱۸.۵° E      | ۴۹.۰ کیلومتر |